# Hươu sừng ngắn thân lùn
Hươu sừng ngắn thân lùn (Mazama chunyi) là một loài động vật có vú trong họ Hươu nai, bộ Artiodactyla. Loài này được Hershkovitz mô tả năm 1959. Loài này có nguồn gốc từ vùng cao nguyên Andes ở miền tây Bolivia và đông nam Peru, nơi tìm thấy trong rừng và Páramo. Bộ lông của chúng màu nâu hơi đỏ với phía trước và cổ màu xám đen. Các phần dưới màu nâu nhạt hơn. Mõm ngắn và dày. Cân nặng khoảng 11 kg.